# José Felipe Flores
José Felipe Flores (Ciudad Real de Chiapas, 1 de mayo de 1751-Madrid, 20 de junio de 1824) fue un prestigioso médico novohispano y pionero de la cátedra de medicina en Centroamérica; además realizó invenciones en óptica y en navegación de buques de vapor. Estudió medicina en la Real y Pontificia Universidad de San Carlos Borromeo, y en 1781 llegó a ser médico en el Hospital San Juan de Dios y encargado de la Cátedra Prima en la Facultad de Medicina de la Universidad. Luchó por el establecimiento del Protomedicato en Guatemala, hasta convertirse en el primer Protomédico oficial. Anatomista entusiasta, promovió las disecciones y construyó sus propios modelos de cera para las demostraciones anatómicas. Su opinión sobre la ingestión de lagartijas como cura para el cáncer fue defendida en México por Antonio de León y Gama, y su folleto sobre el tema fue traducido al alemán, francés, inglés e italiano.

## Biografía
Nació el 8 de mayo de 1751 en Ciudad Real de Chiapas. Siendo muy joven llegó a la capital del reino de Guatemala, Santiago de los Caballeros y estudió en el colegio de los jesuitas; luego ingresó a la Real y Pontificia Universidad de San Carlos Borromeo, en donde estudió la Cátedra Prima de Medicina con el doctor Manuel de Ávalos y Porres. Flores fue el duodécimo bachiller en medicina graduado en la Universidad guatemalteca, y el último en hacerlo en la antigua capital, el 20 de febrero de 1773.

### Terremoto de 1773 y epidemia de tifo
Siendo principiante, fue llamado por el Ayuntamiento de la arruinada ciudad luego de los Terremotos de Santa Marta en julio de 1773 para combatir la epidemia de tifo que se desató entre los habitantes más pobres de la ciudad que se habían refugiado en las montañas luego de los terremotos. La epidemia de tifo exantemático se inició a finales de 1773 y alcanzó su punto culminante en marzo de 1774, finalizando en junio de ese año.

### Epidemia de viruela de 1780
El 4 de abril de 1780 recibió la borla de doctor en Medicina y en junio de ese año fue uno de los principales médicos a cargo de la inoculación de los enfermos cuando se desató una terrible epidemia de viruela en la Nueva Guatemala de la Asunción, la cual carecía de hospitales adecuados por las penurias que se vivieron durante el mal programado traslado de la capital del reino tras la catástrofe de 1773.
En junio de 1780, Flores se dirigió al capitán general Matías de Gálvez, solicitándole permiso «para curar y prever las viruelas, empleando el método llamado de la inoculación, que ha dado buenos resultados en otros países»; tras consultarlo con el Ayuntamiento y la Audiencia, el 26 de junio de ese año se decidió no aprobar a Flores el uso del método oficialmente, pero sí se le permitió utilizarlo siempre y cuando el enfermo estuviera de acuerdo con el tratamiento. En vista de esto, y a pesar de opiniones médicas contrarias al uso de la inoculación, Flores pronto se dedicó a la tarea de curar a miles de afectados utilizando un método de su invención: ponía dos vejigatorios del tamaño de una pequeña moneda en cada brazo y esperaba a que se produjeran ampollas, sobre las cuales colocaba un algodón empapado en la serosidad de una viruela madura, manteniendo la aplicación durante veinticuatro horas.
Los resultados fueron excelentes: en los barrios donde se aplicó la inoculación la mortandad fue mínima, contrario a lo ocurrido en otros barrios de la Nueva Guatemala de la Asunción. Así pues, la epidemia fue contenida y el doctor Flores obtuvo un clamoroso triunfo por haber introducido la vacuna de la viruela al reino.

### En el hospital San Juan de Dios

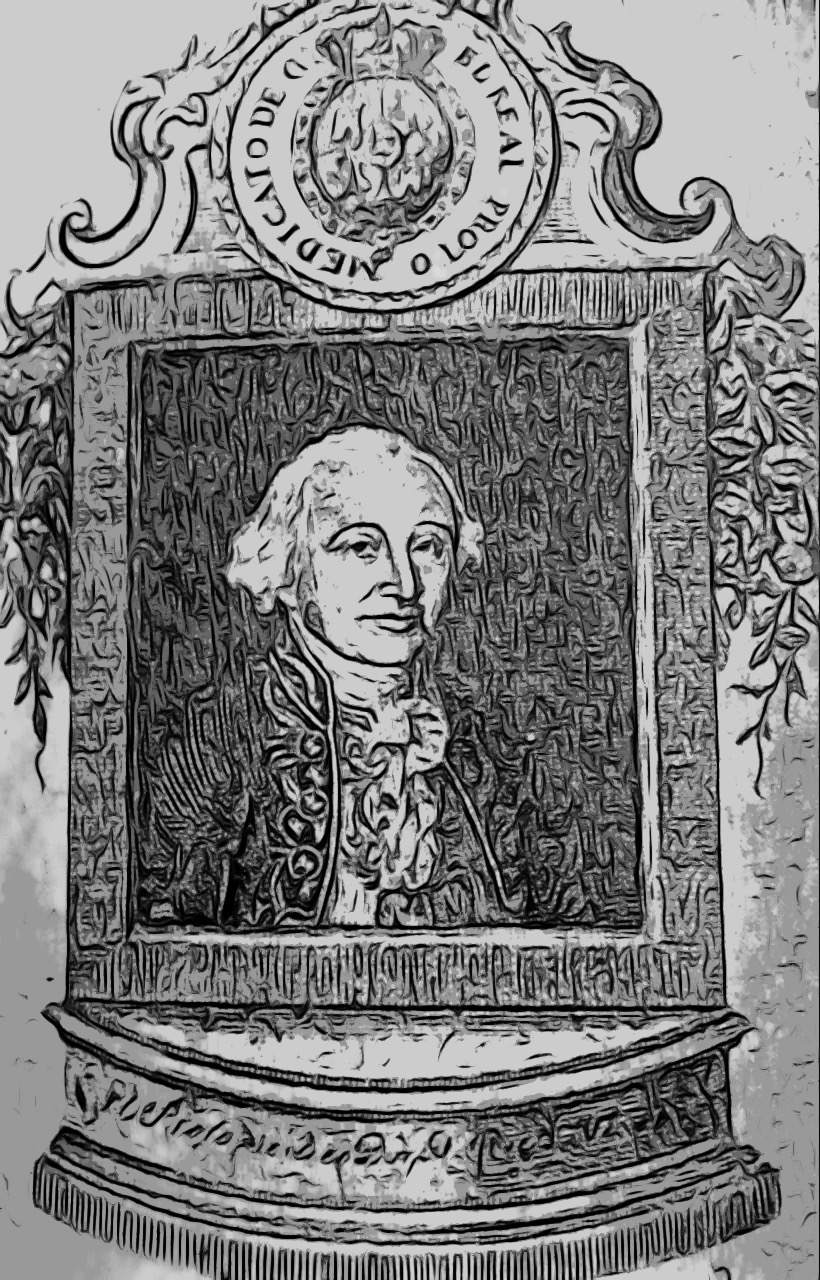
Retrato oficial del Dr. Flores como Protomédico de Guatemala.

Flores ingresó al Hospital San Juan de Dios en 1781, en sustitución del fallecido doctor Mariano Rodríguez del Valle, e impuso un sistema de curaciones científicas lo que redujo considerablemente la mortandad de pacientes.  Pero el momento histórico que se vivía, con una ciudad que apenas se estaba construyendo, hacía muy difícil la subsistencia del hospital.
En agosto de 1785 solicitó al gobierno que adquiriera el instrumental del doctor Alonso de Carriola, quien se había retirado para entrar a un monasterio; cuando Carriola se enteró de la solicitud se negó rotundamente a cobrar por los instrumentos y los donó íntegramente al hospital.

### Labor docente
Flores es considerado como el padre de la educación médica en Guatemala y América Central. Fue un eminente catedrático de la Universidad, en donde estuvo a cargo de la Cátedra Prima de Medicina con la ayuda de su amigo Liendo y Goicoechea y con tan solo un puñado de alumnos.
Para facilitar el estudio de la anatomía y la fisiología, confeccionó estatuas de cera de tamaño y color natural donde se podían apreciar claramente los órganos del cuerpo humano; dichos órganos se podían quitar y poner según la necesidad. Se considera que estas estatuas de cera eran superiores a las construidos por el abate Felice Fontana —considerado el inventor de las estatuas de cera en Europa— en 1797 y 1798, diez años después de las creaciones de Flores. Estos maniquíes facilitaban el aprendizaje de la osteología, miología, etc.
Para el aprendizaje de la física y de la fisiología animal construyó electróforos y electromagnetos a base de dos platos montados en columnas de cristal. Asimismo, contribuyó en la óptica con unos lentes de su invención.

### La cura del cáncer con albóndigas de lagartija

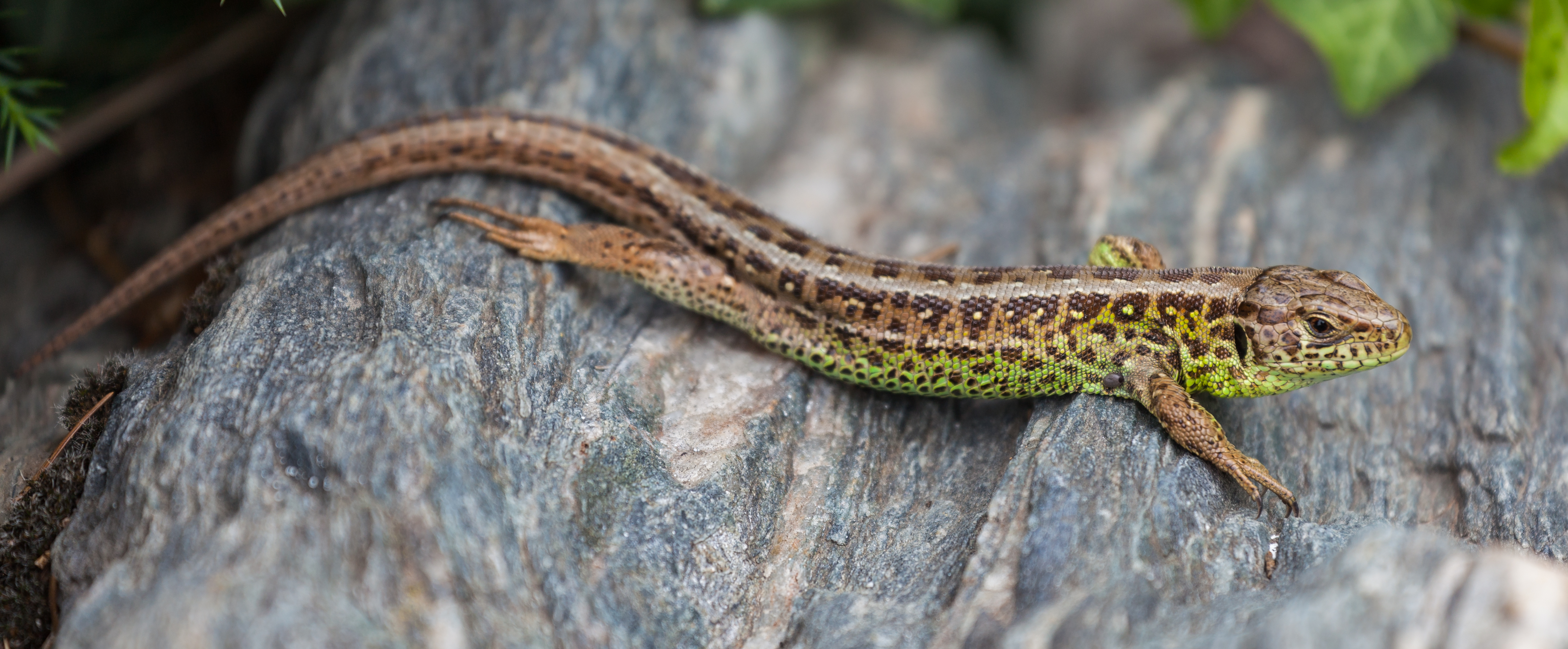
Lacerta agilis, lagartija común en Amatitlán a la que el doctor Flores atribuyó poderes curativos contra el cáncer en 1782.

En marzo de 1782 publicó el folleto Específico nuevamente descubierto en el Reino de Guatemala para la curación radical del horrible mal del cangro, el que describía que el cáncer se podía curar comiendo albóndigas de lagartija, específicamente una especie muy abundante en Amatitlán: la lacerta agilis. Este método era eficaz pero no pudo ser comprobado científicamente; de todos modos, eso no fue problema para que —una vez que fuera conocido en México— su fama se extendiera hasta Europa. El folleto sobre la curación del cáncer fue traducido al francés y alemán. Fue conocido en foros médicos y la lagartija fue incluida como medicinal en el léxico médico.

### Traslado a Europa
En 1797, becado por el Gobierno, salió para un viaje de estudios que duró cuatro años y en el que visitó diversas instituciones científicas americanas y europeas. En Filadelfia aprendió de los experimentos eléctricos de Luigi Galvani en ranas y determinó hacerlos él mismo, pues, como escribió a José Antonio Goicoechea, que estaba en Guatemala, algunos creían que el movimiento producido en los músculos de las ranas «es otra laya de fluido, y no el eléctrico; pero los italianos dicen que es la misma electricidad: que el cerebro y los nervios se deben considerar como una especie de electrophoro». En Italia, no solo conoció a Galvani, sino también a Felice Fontana, al que admiró como científico y como constructor de modelos anatómicos de cera. 
Flores tenía licencia para estar en Europa durante cuatro años al cabo de los cuales tenía que regresar a Guatemala; durante el tiempo que duró su licencia mantuvo correspondencia con Guatemala, enviando una misiva cada semana. Sin embargo, pasó el año de 1800 —cuando se suponía que tenía que regresar— y no solamente no retornó sino que suspendió su comunicación por escrito; pero a pesar de ello su pensión de dos mil pesos se le siguió enviando a su residencia en Londres.
En Europa hizo estudios e inventos en tres campos: la óptica, la conservación de alimentos y aplicación de la fuerza hidráulica en la navegación. Específicamente, sus invenciones ópticas consistieron en la perfección de telescopios de reflexión y la corrección de la aberración cromática en las lentes de refracción; en los telescopios sugirió usar espejos de vidrio azogado y no metálicos y para las lentes emplear una combinación de «flint glass» y de «crown glass». Estos trabajos los hizo en su residencia, sin ayuda y sin el apoyo del erario Real.
Como aprendió los problemas de alimentación en los viajes marítimos prolongados, inventó un sencillo método para conservar las carnes y el pescado en alcohol; el método lo inventó en 1802 y lo probó cuando se embarcó en Cádiz hacia Inglaterra durante la invasión napoleónica en España. La fragata en que iba naufragó, y apenas pudo llegar con vida a suelo inglés; por su parte, las carnes en conserva sí llegaron en buen estado, a pesar de que el alcohol se había derramado. Sus estudios al respecto los publicó en 1811 en su obra Experimentos sobre la conservación de las carnes, los cuales fueron revisados por los profesores Antonio Higinio Llorente, Manuel de Arejula y Rafael Costa, quienes le dieron las gracias en nombre de la Regencia del Reino de España.
En Madrid, en 1803, mantuvo contacto con Antonio Gimbernat y Arbós y presentó un informe a la Junta de Cirujanos de Cámara sobre la necesidad de una campaña de vacunación en América respaldada por el gobierno.
Como no retornó en 1801, pero seguía recibiendo su pensión, el rechazo hacia su persona en Guatemala se incrementó; la Real Audiencia se opuso enérgicamente al envío de la pensión en septiembre de 1810. Luego, el 22 de octubre de 1811, el síndico José Francisco de Córdova pidió el retiro oficial de la pensión de Flores, aduciendo que el Colegio de Cirugía, que estaba en serios aprietos económicos, necesitaba más de esos fondos. Pero a pesar de todas las gestiones y quejas, la pensión se mantuvo.
En 1814 presentó a la Junta de Marina en España su invención de un barco movido por energía hidráulica; desafortunadamente no se han conservado mayores datos al respecto aunque se ha sugerido que el primer buque de vapor español, «Rey Fernando», habría sido construido sobre la base de lo propuesto por Flores.

## Fallecimiento
Los últimos años de Flores en Madrid fueron miserables y solitarios, debido principalmente a que nunca pudo obtener el permiso para regresar a Guatemala, a pesar de muchas solicitudes; se ha sugerido que esto se debió a su presencia en París durante la Revolución Francesa, ya que el gobierno español temía que Flores difundiera las ideas revolucionarias en Guatemala. Su situación empeoró aún más tras la Independencia de Centroamérica en 1821, pues quedó como emigrado y sin recursos.
Flores hizo su testamento el 30 de diciembre de 1823, indicando que aunque «algo achacoso se encontraba en su sano juicio y confesado por la Santa Iglesia católica»; relata en el documento que llegó a España con Real Licencia en 1797 y que estaba viviendo en la Corte con Antonio de Lago y Bernarda Fernández. También indica que sus únicas pertenencias son la cama, un baño y dos máquinas de Física y que cuando salió de la Ciudad de Guatemala había conferido poderes generales a Mariano de Aguinena —como se escribía entonces el apellido Aycinena—  para que cobrara sus rentas.
Las rentas a las que se refería Flores en su testamento eran una de 1200 pesos anuales en el fondo de Comunidades de Indias por la donación que hizo a la Facultad de Medicina de varios efectos anatómicos, máquinas de física y librería, y otra de 1400 pesos por la jubilación de su cátedra y asistencias a los hospitales y cárceles.
Poco antes de morir, autorizó a Mariano Aycinena, y a los presbíteros Juan José Batres y Mariano Méndez, curas párrocos de San Sebastián y de El Sagrario en la Ciudad de Guatemala, respectivamente, para que lo representaran en su matrimonio con Josefa Estrada y reconocer así formalmente a sus hijos María Anselma, Francisco, Cirilo, María Josefa y Mariano Plácido Flores Estrada, a quienes nombró como herederos universales.
Flores falleció en Madrid el 20 de junio de 1824 en la casa de Antonio de Lago, en el Barrio de San Martín.

## Premios y reconocimientos
- En honor a sus múltiples méritos fue nombrado primer Protomédico Legal de Guatemala por el Tribunal de Protomedicato.
- Por su gran capacidad, el rey de España lo designó Médico Particular.[5]
- A partir de 1900, la Escuela Facultativa de Medicina de la Universidad Nacional de Guatemala[Nota 1] otorgaba el premio «José Felipe Flores» a la mejor tesis doctoral durante las Fiestas Minervalias del gobierno del licenciado Manuel Estrada Cabrera.[22]
- Como parte de las Fiestas Minervalias, su busto fue develado en el Templo de Minerva de la Ciudad de Guatemala en la década de 1910.[22]

## En la Literatura
Es el famoso «doctor Sánchez», protomédico de Guatemala que menciona el escritor José Milla y Vidaurre en su novela Memorias de un Abogado.